# Talkline
Die Talkline GmbH war bis 2007 eine deutsche Telefongesellschaft mit Sitz in Elmshorn, die in erster Linie als Telekommunikationsdiensteanbieter und Mobilfunkanbieter auftrat.
Im Juli 2022 wurde die Marke Talkline aufgrund einer Konsolidierung der Freenet AG endgültig eingestellt, deren Tochtergesellschaft Mobilcom-Debitel verkaufte seit der Übernahme unter diesem Namen Handyverträge.

## Geschichte
Das Unternehmen besteht seit 1991. Gegründet wurde Talkline von Ernst-Friedrich Baumer, der als Einlage die AssCarfi GmbH, eine Vertriebskette von Autoradios und -telefonen, beisteuerte, im Joint Venture mit der Preussag AG. Baumer stellte zusammen mit Kai-Uwe Ricke die Geschäftsführung. Mit der Öffnung des Mobilfunkmarktes etablierte die Firma sich als Wiederverkäuferin von Mobilfunkverträgen, ein Mobilfunkanbieter, und wuchs in der Folge stark. Zu einem späteren Zeitpunkt erwarb die RWE Telliance AG 100 % der Besitzanteile an Talkline.
Mit Wirkung zum 1. Juli 1997 wurde das Unternehmen eine hundertprozentige Tochter der dänischen TDC Mobile International. Das Unternehmen hatte ca. 900 Beschäftigte und erzielte 2004 einen Umsatz von 1,031 Mrd. Euro und ein EBITDA (Ertrag vor Steuern, Zinsen und Abschreibungen) von 60,5 Millionen Euro. in Spitzenzeiten waren ca. 1.700 Mitarbeiter beschäftigt.
Talkline wurde am 5. Juni 2007 für 560 Millionen Euro an die Debitel-Gruppe veräußert. Am 20. Juli 2007 folgte die Zustimmung der Brüsseler Behörden. Am 20. November 2008 informierte die Debitel AG, die zwischenzeitlich durch Freenet aufgekauft worden war, die rund 750 Mitarbeiter über die beschlossene Auflösung des Standorts Elmshorn. Durch den Verkauf an die Debitel-Gruppe verloren rund 500 Mitarbeiter ihren Arbeitsplatz. Der am 8. April 1997 umbenannte „Talkline-Platz“ am Unternehmenssitz in Elmshorn wurde am 1. Mai 2011 wieder in „Kurt-Wagener-Straße“ rückbenannt. Seit Juli 2022 gehört die Marke Talkline zu Motion TM Vertriebs GmbH und wird wieder als eigener Anbieter fortgeführt. Man findet dort nun die Allnet Flat von Freenet mit verbesserten Preisen.

## Geschäftsfelder

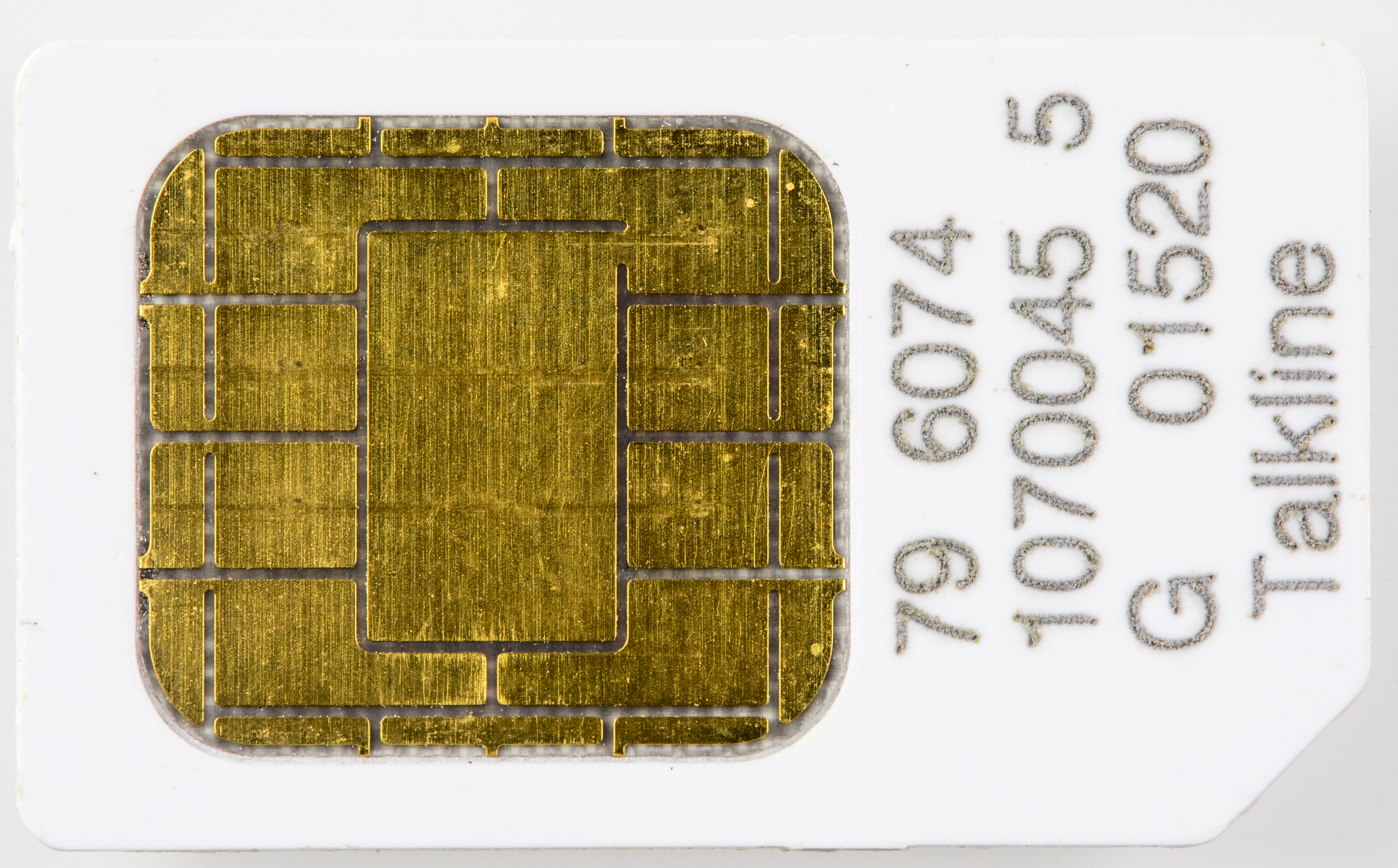
SIM-Karte von Talkline

Mobilfunkanbieter: Laufzeitverträge und Prepaidanschlüsse für die Netze Telekom, Vodafone und E-Plus. Seit 1. Juni 2006 auch O2. Die Mobilfunkabteilung hatte im Oktober 2005 insgesamt 3,4 Millionen Kunden.

## Wichtige Einzelereignisse
- Im November 1997 war Talkline die erste Telefongesellschaft, die ihre Preise für die ab Anfang 1998 in Deutschland zugelassenen Festnetzgespräche per Call-by-Call (Einwahl über einen alternativen Anbieter mittels Vorwahl) verkündete: 44 Pfennig je Minute in der Hauptzeit, 22 Pfennig je Minute in der Nebenzeit (ca. 23 bzw. 11 Cent). Das waren ca. zwei Drittel der Preise, die der ehemalige Monopolist Deutsche Telekom berechnete.
- Talkline hatte sich 2000 um eine Lizenz für ein deutsches UMTS-Netz beworben, sich jedoch kurz vor Beginn der Versteigerung wieder zurückgezogen.
- 2001/2002 trennte sich Talkline vom Internet- und Preselection-Geschäft.
- Eine Gebühr, die Talkline für die Deaktivierung von Mobilfunkanschlüssen von Kunden forderte, die gekündigt hatten, wurde vom Bundesgerichtshof 2002 untersagt (Aktenzeichen: III ZR 199/01 vom 18. April 2002). Dieses Urteil brachte auch ähnliche Gebührenklauseln anderer Mobilfunkanbieter endgültig zu Fall.
- Anfang 2004 verkaufte die Talkline ihren Bestand an Preselectionkunden, darunter auch die Regulierungsbehörde für Post und Telekommunikation, an die 3U Telecom AG, welche die Kunden unter der Marke LineTalk (später LineCall) weiter betreute.
- Im Dezember 2004 verkaufte Talkline ihre Tochtergesellschaft Talkline ID, die sich auf die Festnetzbereiche Call-by-call und Mehrwertdienste konzentriert hatte, an die Hamburger Freenet.de AG.
- Im November 2005 ging eine neue Tochtergesellschaft von Talkline an den Start: der in Hamburg ansässige Mobilfunk-Discounter easyMobile, der ein Jahr später in callmobile umfirmiert wurde.

## Kritik
Talkline wurde oft in Zusammenhang mit Dialern gebracht und führte viele Verhandlungen, da Talkline Kunden ihres Internetangebotes Rechnungen zusandte, die Kunden allerdings keine Leistung oder keine Leistung in dieser Größenordnung in Anspruch genommen hatten. Wobei hier aber zwischen der Talkline GmbH & Co. KG (Mobilfunk) und der Talkline ID GmbH, einem Mehrwertdienste-Anbieter, unterschieden werden musste. Bis Dezember 2004 gehörte zur Talkline-Gruppe neben dem Mobilfunkanbieter Talkline GmbH & Co. KG auch der Mehrwertdiensteanbieter Talkline ID. Dieses Unternehmen stand bisweilen in der Kritik, da es als technischer Dienstleister neben 0800-, 0180-, 0137- und 118xy-Nummern auch die umstrittenen 0190-Nummern betrieben hatte, die teilweise unter Missbrauchsverdacht durch dubiose Dialer-Anbieter standen. Ende 2004 wurde der Mehrwertdiensteanbieter Talkline ID, der heute unter dem Namen Next ID firmiert, an die Hamburger Freenet AG verkauft. Die Talkline GmbH & Co.KG konzentrierte sich seitdem auf das Mobilfunkgeschäft.